# Офелия (героиня на Шекспир)
Вижте пояснителната страница за други значения на Офелия.
Офелия е героиня от трагедията „Хамлет“ на Уилям Шекспир. Тя е дъщеря на Полоний, сестра на Лаерт и е възлюбената на Хамлет. Заедно с кралица Гертруда, майката на принц Хамлет, тя е една от двете женски героини в пиесата.

## Прототип
За възможен исторически прототип на Офелия се смята Катрин Хамнет – девойка, удавила се в река Ейвън през декември 1579 г. Въпреки че било установено, че е загубила равновесие и паднала в реката, носейки тежки ведра, плъзват слухове, че причина за смъртта ѝ е нещастна любов, довела я до самоубийство. Възможно е Шекспир, който по време на смъртта ѝ е на 16-годишна възраст, да си е спомнил този случай, създавайки образа на Офелия. Името Офелия е използвано в литературата преди „Хамлет“ само един път – в произведението „Аркадия“ на италианския поет Джакопо Саназаро (1458 – 1530).
Нежна и мила, Офелия е под влияние на семейството си и се съмнява в любовта на Хамлет. Наивността ѝ я отвежда към лудостта и накрая се самоубива.